# Makoto Iida

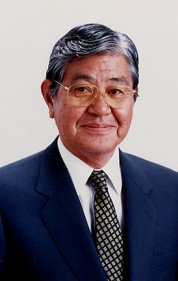
Makoto Iida

Makoto Iida (japanisch Iida Makoto, 飯田 亮; geboren am 1. April 1933 in Tokio; gestorben am 7. Januar 2023) war ein japanischer Unternehmer im Sicherheitsbereich.

## Leben und Wirken

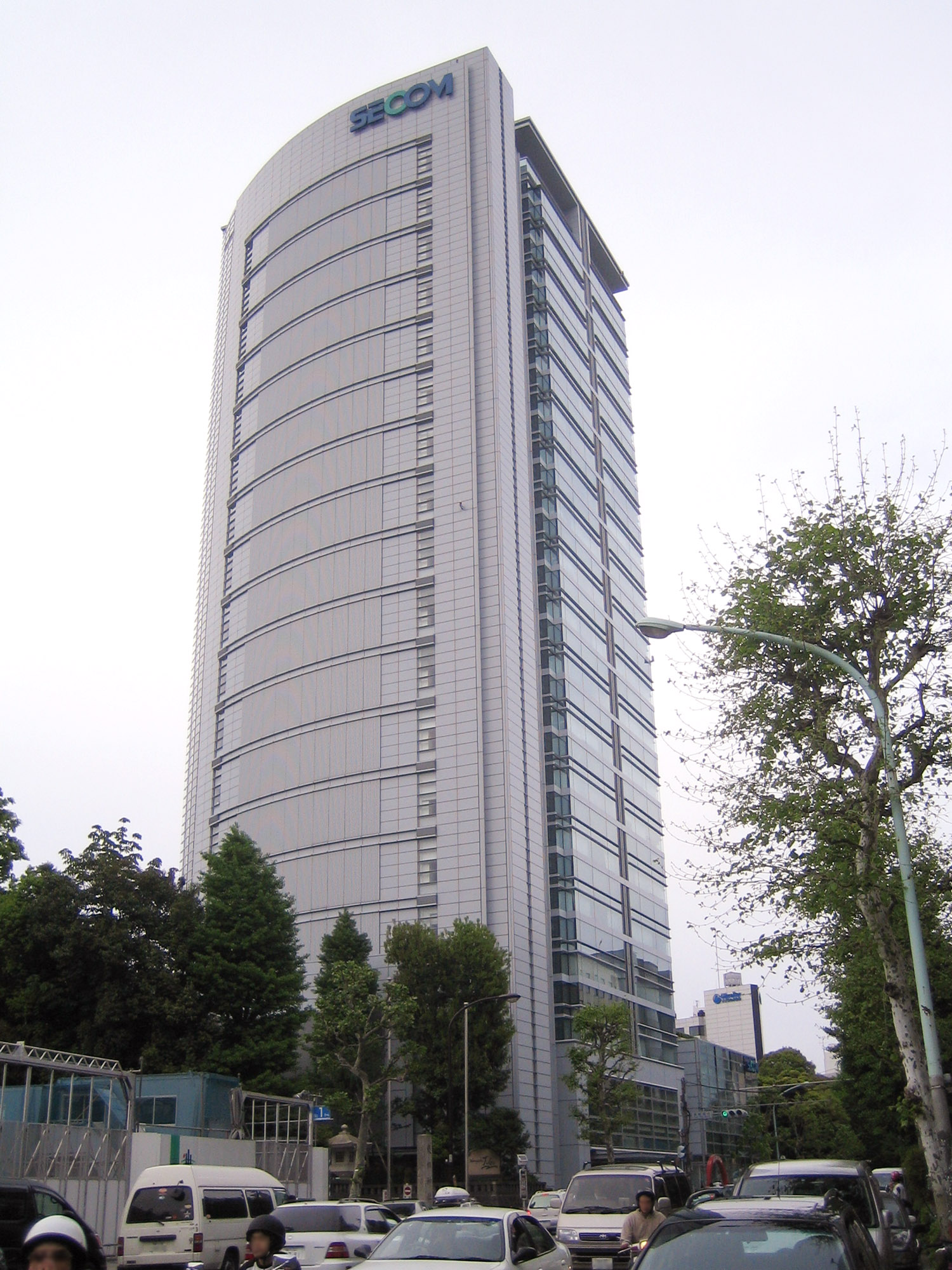
Hauptsitz von Secom, Tokio

Makoto Iida machte seinen Studienabschluss an der Gakushūin-Universität im Fach Wirtschaftswissenschaften. Er war zunächst in der Sake-Handlung seines Vaters „Okanaga“ (岡永) tätig. 1962 gründete er mit zwei Freunden Japans erstes Sicherheitsunternehmen, „Nihon Keibi hoshō Kk.“ (日本警備保障株式会社) und wurde dessen Präsident. Das Unternehmen wurde während der Olympischen Sommerspiele 1964 in Tokio mit der Bewachung des Olympischen Dorfes beauftragt. Im Laufe der Zeit wurden ein Online-SP-Alarmsystem, ein Computersicherheitssystem, ein Heimsicherheitssystem und anderes entwickelt. So wuchs das Unternehmen unter seiner Leitung schnell. 
1983 änderte Iida den Firmennamen gegen den Widerstand der Mitarbeiter in „SECOM“. 1971 wurde er Aufsichtsratsvorsitzender, 1997 Oberster Berater des Unternehmens (最高顧問; Saikō komon).
Das Unternehmen ist weltweit tätig und hatte im Jahr 2021 einen Umsatz von 10,6 Milliarden US-Dollar.
Iida starb am 7. Januar 2023 im Alter von 89 Jahren an Herzversagen.